# Los Angeles Memorial Coliseum

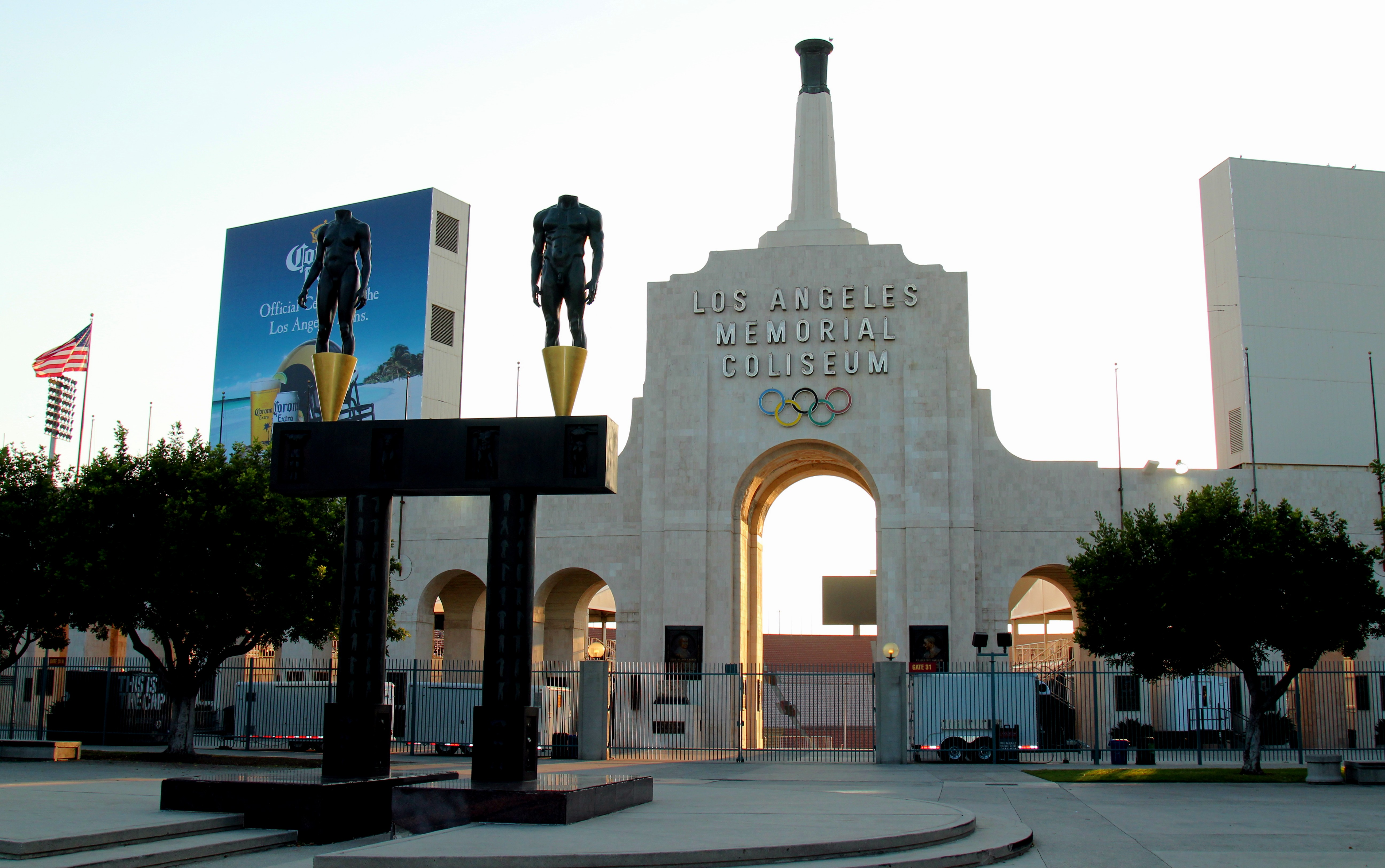
Wejście do stadionu przez Peristyle Plaza, w tym dwie brązowe posągi olimpijskie.

Los Angeles Memorial Coliseum – wielofunkcyjny stadion znajdujący się w sąsiedztwie Exposition Park w Los Angeles w Kalifornii, największy w stanie i jeden z największych na świecie. Został oddany do użytku w 1921 roku jako pomnik weteranów I wojny światowej w Los Angeles. Na Los Angeles Memorial Coliseum odbyły się letnie igrzyska olimpijskie w 1932 i 1984 oraz odbędą się w 2028. Został ogłoszony narodowym zabytkiem historycznym 27 lipca 1984, na dzień przed ceremonią otwarcia Letnich Igrzysk Olimpijskich 1984.
Stadion służy jako siedziba drużyny piłkarskiej USC Trojans football Uniwersytetu Południowej Kalifornii podczas Pac-12 Conference. USC, które obsługuje i zarządza stadionem, przyznało prawa do nazwy United Airlines w styczniu 2018; znieniając nazwę boiska stadionu na United Airlines Field at the Los Angeles Memorial Coliseum. Stadion znajduje się w Exposition Park, który jest własnością stanu Kalifornia, po drugiej stronie ulicy od USC. Los Angeles Memorial Coliseum jest współwłasnością stanu Kalifornia, hrabstwa Los Angeles, miasta Los Angeles i jest zarządzany przez Wydział Usług Pomocniczych Uniwersytetu Południowej Kalifornii.
Od 1959 do 2016 w sąsiedztwie stadionu znajdowała się Los Angeles Memorial Sports Arena. Hala została zamknięta w marcu 2016 i zburzona. Banc of California Stadium, stadion piłkarski i siedziba Los Angeles FC, został zbudowany na dawnym terenie hali i otwarty w kwietniu 2018 roku.

## Historia

### Planowanie

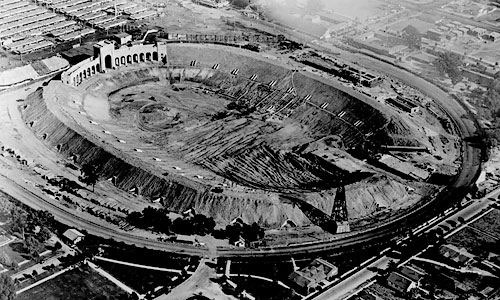
Konstrukcja stadionu, 1922 rok.

Stadium został oddany do użytku w 1921 roku jako pomnik weteranów I wojny światowej z Los Angeles (w 1968 rededykowane wszystkim weteranom I wojny światowej w Stanach Zjednoczonych). Uroczystość wmurowania kamienia węgielnego odbyła się 21 grudnia 1921, a budowa została ukończona w nieco ponad 16 miesięcy, 1 maja 1923. Zaprojektowana przez Johna i Donalda Parkinsona pierwotnie kosztowała początkowo 954 873 USD. Kiedy Coliseum zostało otwarte w 1923 roku, był to największy stadion w Los Angeles o pojemności 75 144. Jednak w 1930 roku, w związku z Igrzyskami olimpijskimi, które miały się odbyć za dwa lata, stadion został powiększony do 79 rzędów siedzeń z dwoma poziomami tuneli, co zwiększyło liczbę miejsc siedzących do 101 574. Dodano znicz olimpijski sygnowany już teraz podpisem. Przez pewien czas był znany jako Stadion Olimpijski. Pochodnia ze znicza olimpijskiego, która płonęła podczas obu igrzysk, pozostaje nad perystylem na wschodnim krańcu stadionu, podobnie jak symbole kół olimpijskich nad jednym z głównych wejść. Boisko do piłki nożnej biegnie ze wschodu na zachód, a stoisko dla prasy znajduje się po południowej stronie stadionu. Obecne telebimy po obu stronach perystylu zostały zainstalowane w 2017 roku i zastąpiły tablicę wyników i ekran wideo, które górowały nad perystylem z 1983 roku. Z biegiem lat na północnym i południowym obrzeżu wzniesiono nowe wieże oświetleniowe.

### Renowacje
Przez wiele lat stadion mógł pomieścić ponad 100 000 widzów. W 1964 roku przeszedł pierwszy od ponad trzech dekad gruntowny remont. Większość oryginalnych bladozielonych ławek z drewna i metalu została zastąpiona indywidualnymi krzesłami teatralnymi w kolorze ciemnoczerwonym, beżowym i żółtym; siedzenia te pozostały do 2018 roku, chociaż żółty kolor został wyeliminowany w latach 70. Liczba miejsc została zmniejszona do około 93 tysięcy.
Coliseum było problematycznym miejscem NFL. W różnych okresach swojej historii był to albo największy, albo jeden z największych stadionów w NFL. Chociaż pozwoliło to Rams'om i Raiders'om ustanowić wiele rekordów frekwencji w NFL, to również bardzo utrudniło sprzedaż biletów. NFL zmieniła swoją zasadę blackoutu, aby umożliwić transmisję meczów lokalnie, jedynie jeśli zostały wyprzedane na 72 godziny przed rozpoczęciem, jednak ze względu na duży rozmiar stadionu nie było to zawsze możliwe, nawet przy meczach najlepszych drużyn.
Połączenie dużej, stosunkowo płytkiej konstrukcji stadionu wraz z obecnością toru między boiskiem a trybunami oznaczało, że niektóre z oryginalnych siedzeń w strefie końcowej znajdowały się od boiska o równoważną długość innego boiska piłkarskiego. Aby rozwiązać te i inne problemy, stadion przeszedł renowacje przed sezonem piłkarskim 1993, które obejmowały:
- Obniżenie boiska o 11 stóp (3,4 m), zastąpuenie bieżni 14 nowymi rzędami siedzeń, przybliżając pierwszy rząd siedzeń do boiska, maksymalna odległość 54 stóp (16,5 m)
- Między wschodnią linią końcową a trybunami perystylowymi zbudowano przenośną część do siedzenia (trybuny są usuwane na koncerty i podobne imprezy).
- Zmodernizowano szatnie i toalety publiczne.
- Trybuny zostały zastąpione indywidualnymi siedzeniami.

### Nazwy sponsorskie
29 stycznia 2018 r. firma United Airlines, Inc. została pierwszym partnerem w zakresie praw do nazwy stadionu. Pierwotnie Memorial Coliseum miało pozostać w nazwie stadionu pod warunkiem spełnienia wymogu Komisji Coliseum zawartej w umowie ramowej dzierżawy zawartej z Uniwersytetem. Jednak grupy weteranów i nowy przewodniczący Komisji Coliseum wyraziły zaniepokojenie nową nazwą, podczas gdy United Airlines zasugerowały, że są gotowe odstąpić od umowy.
USC zasugerowało 29 marca 2019 nazwę United Airlines Field w Los Angeles Memorial Coliseum zamiast planowanego United Airlines Memorial Coliseum. Chociaż United Airlines pierwotnie tego nie poparły i rozważały wycofanie się, obie strony zgodziły się na nazwę 7 czerwca.

## Pojemność

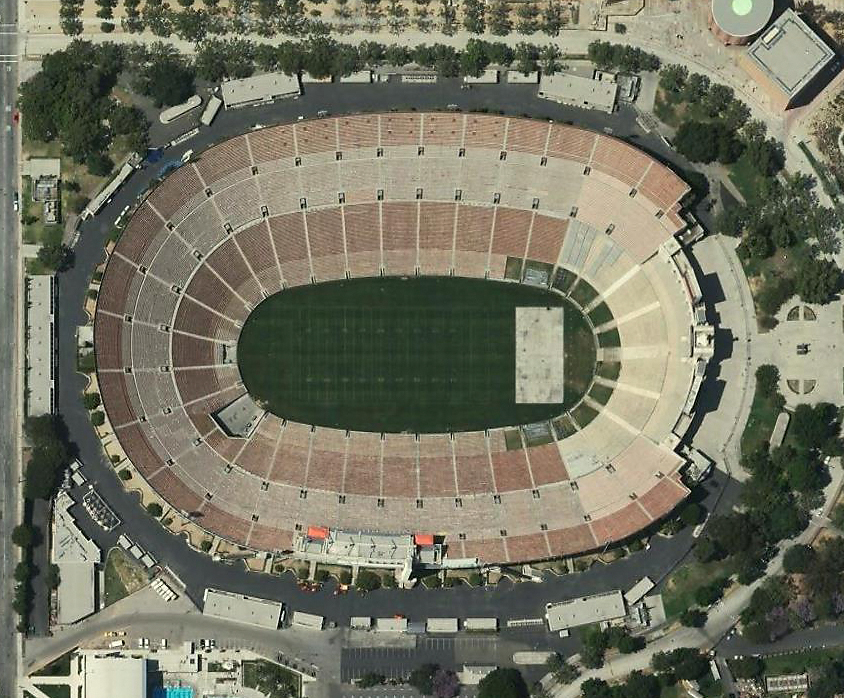
Los Angeles Memorial Coliseum z lotu ptaka

### Historia pojemności (futbol akademicki)
| Lata      | Pojemność |
| --------- | --------- |
| 1923–1930 | 75 144    |
| 1931–1934 | 101 574   |
| 1935–1939 | 105 000   |
| 1940–1946 | 103 000   |
| 1947–1964 | 101 671   |
| 1965–1966 | 97 500    |
| 1967–1975 | 94 500    |
| 1976–1982 | 92 604    |
| 1983–1995 | 92 516    |
| 1996–2007 | 92 000    |
| 2008–2017 | 93 607    |
| 2018      | 78 500    |
| od 2019   | 77 500    |

Źródło: Ballparks.com

### Rekordy frekwencji
Największym zgromadzeniem w historii Coliseum była krucjata Billy'ego Grahama, która odbyła się 8 września 1963, z udziałem 134 254 osób, co zostało odnotowane jako rekord stadionu. Dzięki renowacji w 1964 roku pojemność Coliseum została zmniejszona do około 93 000 na przyszłe wydarzenia.
Przewodnik USC Media wymienia pięć największych rekordowych tłumów podczas rozgrywek futbolu akademickiego jako:
- 1. 104 953 — vs. Notre Dame 1947 (mecz domowy USC; Najwyższa frekwencja na mecz futbolu w historii stadionu)
- 2. 103,303 — vs. UCLA 1939 (mecz USC)
- 3. 103 000 — vs. USC 1945 (mecz UCLA)
- 4. 102 548 — vs. USC 1954 (mecz UCLA)
- 5. 102 050 — vs. UCLA 1947 (mecz domowy USC)

Los Angeles Rams zagrali w San Francisco 49ers przed rekordową frekwencją NFL wynoszącą 102 368 10 listopada 1957 roku. Rekordowa frekwencja utrzymywała się do września 2009 roku na Cowboys Stadium, chociaż ogólny rekord NFL w sezonie zasadniczym został pobity w regularnym 2005 roku.
Współczesne przewodniki dotyczące baseballu wymieniają teoretyczną liczbę miejsc siedzących w baseballu jako 92 500. Tysiące miejsc na wschodnim krańcu znajdowały się bardzo daleko od bazy domowej i nie były sprzedawane. Największa frekwencja w sezonie regularnym wyniosła 78 672, debiutując u siebie Dodgersów w Coliseum, przeciwko San Francisco Giants 18 kwietnia 1958 roku.